# Tyve år efter
Tyve år efter (fransk: Vingt ans après) er en roman af Alexandre Dumas den ældre. Den udkom første gang som føljeton januar-august 1845 og er en fortsættelse af De tre musketerer.
Bogen følger igen d'Artagnan, der trods udsigter til en stor fremtid ved slutningen af forrige roman fortsat blot er løjtnant i musketerkorpset. Han og de øvrige musketerer støtter monarkierne i Frankrig og England, der hver for sig er trængt: Barnekongen Ludvig 14. af Frankrig presses af La Fronde i borgerkrigen, og den engelske borgerkrig nærmer sig sin slutning, hvor Karl 1. halshugges.
Undervejs møder d'Artagnan sin gamle fjende grev de Rochefort og går i kardinal Mazarins tjeneste, som han skal beskytte. Til dette formål samler han sine gamle venner, Athos, Porthos og Aramis, som han ikke har set i lang tid, idet de har trukket sig tilbage fra musketerkorpset. Undervejs går det op for dem, at Mazarin er svigefuld, og de fire venner må igennem mange farer, inden de får reddet situationen for specielt dronning Anna, der regerer for sin mindreårige søn Ludvig.